# 李云迪
李云迪（英語：Yundi Li，1982年10月7日—），重庆人，中国钢琴家。他在2000年在第十四届肖邦国际钢琴比赛中获得金奖及“波兰舞曲最佳演奏奖”，成为开赛以来最年轻的金奖得主，從而聲名鵲起。2015年，他受邀担任肖邦国际钢琴比赛评委，成为此赛事史上最年轻的评委。
李雲迪以對蕭邦和李斯特曲目的詮釋和演奏而聞名。他被譽為「蕭邦大師」。為了表彰他對蕭邦作品的貢獻，波蘭政府為李雲迪頒發了世界上第一張蕭邦護照（Chopinowskie paszporty)。同時，因他對音樂和波蘭文化的貢獻，波蘭政府授予李雲迪銀質（2010年）、金質（2019年）波蘭「榮耀藝術」文化勳章，使他成為了第一個獲得此獎章的中國人。 在2010年，李雲迪被弗雷德里克·蕭邦學會邀請在纪念肖邦诞辰200周年钢琴独奏音乐会上演奏。

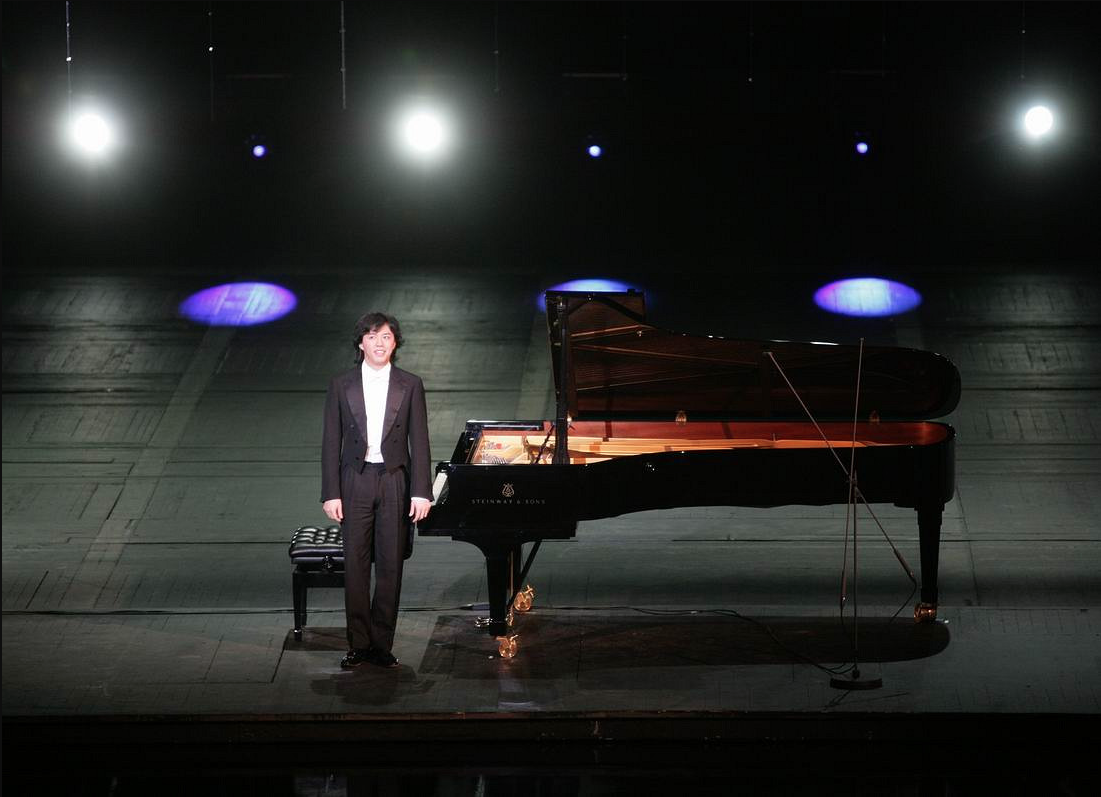
李雲迪在紀念蕭邦誕辰200周年鋼琴獨奏音樂會上演奏, Chopin Year 2010

## 早年生活和教育
李云迪1982年10月7日出生在重庆市大渡口区，祖籍云南省昆明市晋宁县昆阳镇，出生名为李希，3岁改名李希熙，5岁改为李云迪。父亲李川和母亲张小鲁都是钢厂职工。
1986年，李云迪开始在重庆少年宫学习手风琴。1987年通过手风琴五级考核并参加了四川省“宏声杯”少儿手风琴邀请赛，以《花儿与少年》获得第一名。1989年，7岁的李云迪开始学习钢琴，并在1991年拜但昭义教授为师。1993年，获得重庆市首届少儿钢琴比赛第一名。1994年，夺得首届“华普杯”全国少儿钢琴比赛第一名；同年，从重鋼九校小学（今重慶市大渡口區育才小學）毕业，并以第一名的成绩考入四川音乐学院附属中等艺术学校。

## 音樂生涯

### 崭露头角
1995年，李云迪获选参加美国斯特拉文斯基国际钢琴比赛，这是他第一次参加国际比赛。几经角逐，李云迪进入决赛，為决赛选手中年纪最小的一个，最终他获得大赛第三名。同年，李云迪随但昭义转入深圳藝術學校，不久后受邀参加深圳少儿艺术团，首次赴欧洲巡演。1996年获得第十届香港亚洲钢琴公开赛公开组第三名。1997年获得第一届中国钢琴作品（香港）比赛最高组《黄河钢琴协奏曲》组第一名。1998年获得第七届美国南密苏里青少年国际钢琴比赛少年组第三名。
1999年3月，16岁的李云迪赴荷兰，作为年龄最小的参赛者参加第五届李斯特国际钢琴比赛，这是他第一次参加重量级国际比赛。决赛他演奏了《唐璜的回忆》（李斯特根据莫扎特歌剧《唐璜》改编的钢琴曲），最终获得第三名及“公众奖”（由观众网络投票选出）。6月，赴美国参加吉娜·巴考尔青少年艺术家钢琴比赛，获得第一名。12月，参加了在北京举办的第二届中国国际钢琴比赛。第二轮比赛中他选择了李斯特的《b小调奏鸣曲》，表现出色。在决赛中演奏了自己喜爱的勃拉姆斯《第二钢琴协奏曲》，最终夺得第三名。

### 肖赛获奖
2000年10月，李云迪受中华人民共和国文化部选派参加第十四届肖邦国际钢琴比赛。该赛事是世界上最著名、级别最高的钢琴比赛之一，每5年一届，在波兰首都华沙举办，以公正严格著称。若评委认为某一奖项没有参赛者有足够资格得到，就会让该奖项空缺。在此之前，第十二、十三届比赛都由于参赛者水平被评判为不够优秀而让金奖空缺。
10月9日，李云迪在初赛中弹奏了肖邦《A小调练习曲》（Op.10 No.2），第二轮演奏了谐谑曲、摇篮曲、圆舞曲以及波兰舞曲。半决赛演奏了肖邦的《玛祖卡舞曲》等两组作品和《b小调第三号钢琴奏鸣曲》（Op. 58）。
决赛要求与波兰国家交响乐团合作演奏肖邦的钢琴协奏曲。李云迪选择的曲目是肖邦《e小调第一钢琴协奏曲》（Op. 11）（在参加决赛的6名选手中，有5名演奏了此曲）。演奏结束后，观众全部起立为李云迪喝彩，评委们也十分罕见地鼓掌。李云迪毫无悬念地夺得了第14届肖邦国际钢琴比赛金奖，成为开赛有史以来最年轻的金奖得主，也是第一个获此殊荣的中国人，他还获得了这次比赛的“波兰舞曲最佳演奏奖”。国际乐坛称李云迪获得金奖为“震惊世界琴坛的一大壮举”、“中国音乐界的里程碑”。
李云迪回到中国后，受到了隆重的欢迎。10月25日，中国文化部部长孙家正和中国音乐协会名誉主席、著名音乐家吴祖强，分别接见了李云迪和但昭义，代表国家文化部向肖邦大赛的成功给予了祝贺与表彰。一个月后，11月25日，由中国文化部组织，李云迪与指挥家汤沐海及中国交响乐团合作在北京中山音乐堂举行了“向祖国人民汇报”的肖邦专场音乐会。随后，李云迪等决赛选手按肖邦大赛组委会的规定，协同波兰国家交响乐团在日本东京、大阪、名古屋展开巡回演出。之后李云迪又在荷兰阿姆斯特丹和鹿特丹公演。

### 與德意志留声机簽約
凭借肖邦国际钢琴比赛冠军的契机，李云迪开始活跃在世界音乐舞台上。2001年4月3日，他在日本演出期间与环球唱片旗下的德意志留声机（DG）签约，成为首个与之签约的华人钢琴家。2001年5月，在美国的洛杉矶、旧金山、多伦多等地成功举办了独奏音乐会；8月，他参加了德国杜塞尔多夫音乐节，鲁尔音乐节，以及波兰第56届肖邦艺术节。
2001年12月5日，其首张唱片《肖邦精选》由DG发行，广受专业界和音乐爱好者好评，在日本销量超过20万张，在香港销量超过3万张（创香港古典唱片最高记录），获得“香港古典唱片白金销量奖”。
2002年，与美国哥伦比亚艺术家管理公司签订了演出合约，成为首位与之签约的中国钢琴家。2001年9月，赴德国汉诺威音乐与戏剧学院留学，师从以色列著名钢琴家阿里•瓦迪。在其后的数年中，李云迪每年约有五六个月的时间在学院学习，其余的时间基本在世界各地举行演出。
2002年12月发行的第二张唱片《李斯特精选》获得2003年“回声音乐古典奖”最佳独奏唱片奖、《纽约时报》2003年年度十佳古典唱片、荷兰爱迪生古典唱片大奖、第四届中国金唱片独奏奖和评委会特别奖。
2003年，进行了首次中国巡演。2004年，进行了世界巡演。4月24日，在纽约大都会博物馆举办了独奏会。10月20日，在柏林爱乐乐团音乐厅举办独奏音乐会。2004年底，发行第三张唱片《肖邦谐谑曲•即兴曲》。同年成為香港電台電視節目《華人青年音樂家系列》八位嘉賓之一。

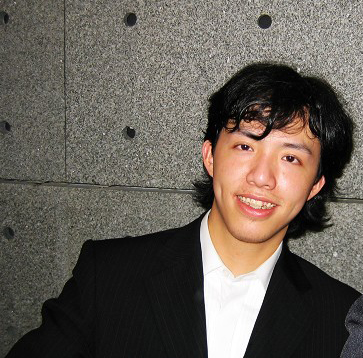
2005年的李云迪

2005年2月，与沃尔夫冈·萨瓦利希指挥的费城交响乐团在费城金梅尔艺术表演中心伟利松音乐厅，合作了四场格里格的《a小调钢琴协奏曲》。4月，在美国的11个城市举办了巡回演出。7月15日，与小泽征尔率领的新日本愛樂交響樂團在日本横滨举行了音乐会，演奏了格里格的《a小调钢琴协奏曲》。2005年底，在维也纳金色大厅录制了第四张唱片《乐聚维也纳》，成为首位在金色大厅录音的中国钢琴家。加拿大多伦多电台将其评选为2005最佳古典唱片之一；李云迪凭借此张唱片获得美国XM卫星广播电台的最佳古典音乐新人奖。
2006年4月3日，代替因病不能演奏的钢琴家穆雷·佩拉希亚，首次在卡内基音乐厅举办了独奏音乐会。随后展开了13场春季北美巡回演出。同年9月3日，参加中国和奥地利建交35周年纪念活动“大地飞歌——中奥萨尔茨堡之夜”晚会，在奥地利萨尔茨堡老城中心大教堂广场演奏了肖邦夜曲。10月18日至21日，在维也纳金色大厅与法比奥•路易斯率领的维也纳交响乐团合作了格里格的《a小调钢琴协奏曲》。11月，从汉诺威音乐与戏剧学院毕业，获得学院最高的演奏家文凭。
2007年5月，同小泽征尔指挥的柏林爱乐乐团在柏林爱乐大厅演奏了普罗科菲耶夫《第二钢琴协奏曲》并由DG进行现场录音，成为首位与柏林爱乐乐团合作现场录音的中国钢琴家，并与小泽征尔和柏林爱乐在录音室合作了拉威尔《G大调钢琴协奏曲》，此次演奏录制为专辑《乐动柏林》。9月，李云迪在日本与洛林·马泽尔合作巡演七场，演出普罗科菲耶夫《第二钢琴协奏曲》；10月在芝加哥与芝加哥交响乐团合作拉威尔《G大调钢琴协奏曲》；11月与夏尔·迪图瓦指挥的伦敦爱乐乐团，在伦敦皇家节日音乐厅合作普罗柯菲耶夫《第二钢琴协奏曲》。12月，李云迪结束与哥伦比亚艺术家管理公司的合作。同年，李云迪通過香港的首批“優秀人才入境計劃”移民香港，成為香港居民。李雲迪表示，選擇香港是因為香港是國際城市，衣食住行種類繁多，可媲美歐美城市，是一個理想居住地方，加上香港給予了發展藝術文化的空間。他又指自己指跟香港有著莫名的緣分，香港市民的熱情與支持，令他感受到為他們的一分子。
2008年2月，加入欧洲最大古典经纪公司Askonas Holt经纪公司，成为首位与之签约的中国钢琴家。3月，结束与德意志留声机的合作。4月，成为首位被上海杜莎夫人蜡像馆挑选为名人蜡像的中国钢琴家。6月，李云迪自传式纪录片《新浪漫主义》在日本公映并于7月全球发行。

### 與EMI古典簽約
2009年12月，签约EMI古典。
2010年3月1日，受邀担任在波兰华沙国家大剧院举行的肖邦诞辰日音乐会前半场演奏。他演奏了三首肖邦的夜曲（Op. 9 No. 1、Op. 15 No. 2、Op. 27 No. 2）以及一首大波兰舞曲。6月25日获波兰文化部授予的“凯莱阿蒂斯”文化勋章，表彰他为传播波兰文化和中波文化交流作出的贡献。这年，李云迪进行了以肖邦纪念音乐会为主题的全球巡演，演出近百场，受到各国乐迷欢迎。同年3月，在EMI录制并发行了《肖邦夜曲全集》，同年12月，EMI发行了李云迪《北京现场独奏音乐会》专辑的CD及DVD版本，这两张专辑均获白金销量。
2011年，于剑桥大学和英国皇家音乐学院等地开钢琴大师课，并发行《红色钢琴》专辑，进行欧洲和美洲、亚洲巡演。

### 與德意志留聲機再次簽約
2012年5月，再次与德意志留声机唱片合作，在2013年推出了内容为贝多芬三首奏鸣曲的新唱片，这张专辑获得白金销量。

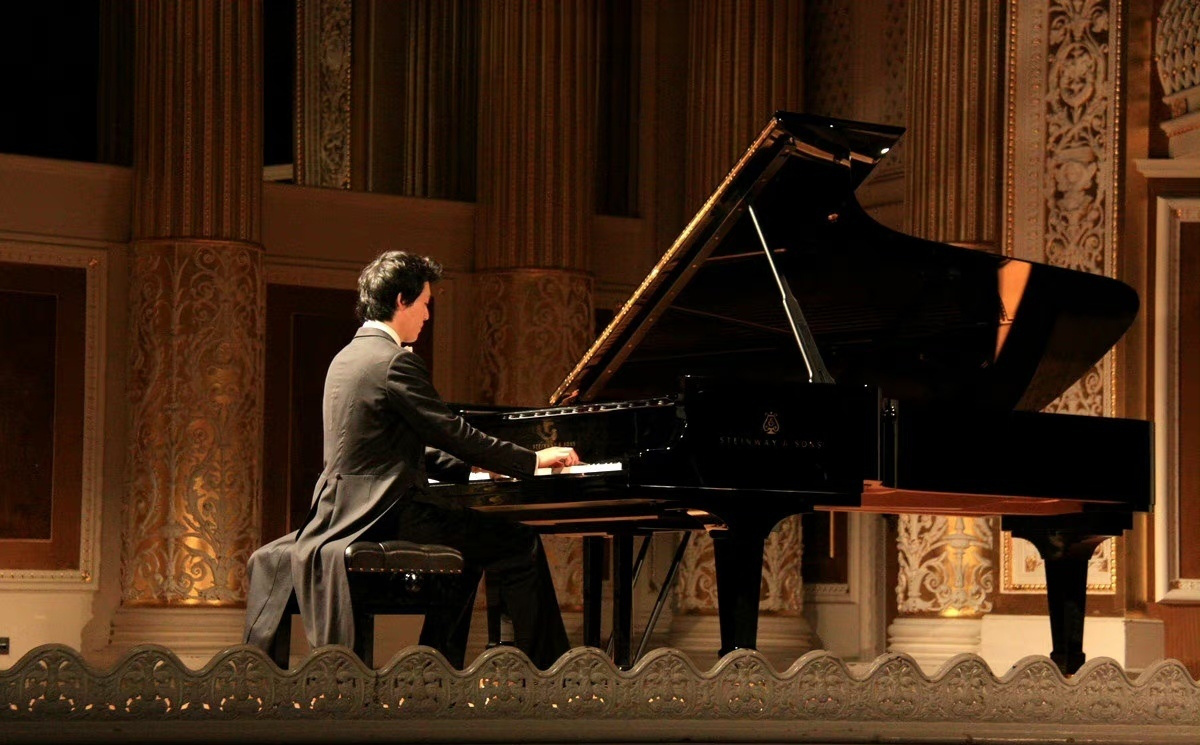
2013年4月，李雲迪在圣乔治大厅演奏

2013年3月至5月，开始在德国、法国、英国等多个国家共15个城市巡演。4月，李云迪的精选集《经典·云迪》全球发行。
2014年2月，在伦敦、圣彼得堡、维也纳等城市举办巡演独奏会。3月，李云迪发行古典音乐专辑《王者幻想》。
2015年1月18日，参加中法建交五十周年音乐会，演奏《保卫黄河》；9月11日，发行《肖邦传奇》专辑，收录了肖邦的整套前奏曲，专辑发行不到一个月就位居古典类唱片首三季总销售榜第二名。10月，李云迪作为评委出席第17届肖邦国际钢琴比赛开幕仪式，并获波兰总统接见。11月，他在日本福冈、大阪、名古屋等地举办了八场独奏及协奏音乐会。
2016年2月，在欧洲及北美11个国家的19个城市进行20场世界巡演，包括伦敦皇家节日大厅、纽约卡内基音乐厅、洛杉矶迪士尼音乐厅、维也纳音乐厅等很多场次的门票都提前售完。2月，发行专辑《肖邦：叙事曲》，收录叙事曲、摇篮曲、玛祖卡三种体裁的钢琴作品。10月7日，在波兰与华沙爱乐乐团合作，举办生日音乐会，华沙爱乐乐团特意排练了《生日快乐歌》向他送上祝福。
2017年5月，李云迪艺术馆在重庆黄桷坪钢琴博物馆正式开馆。11月，和德累斯顿国家管弦乐团在德国和中国进行巡演。同月受邀維多利亞的秘密時尚秀跨界演出，并在由中宣部主办的《同圆中国梦交响音乐会》中演出。

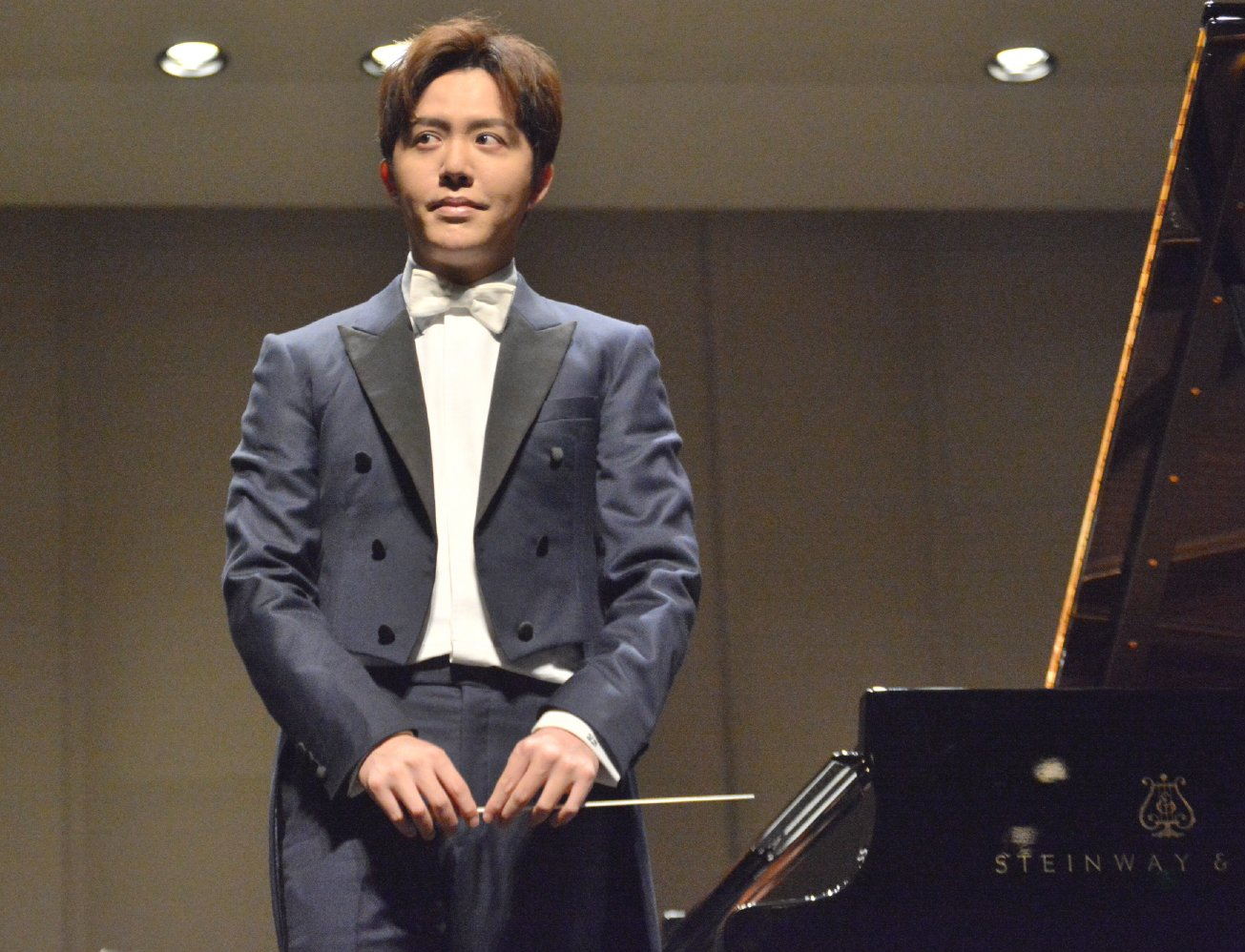
李雲迪在2018年巡演中指揮

2018年2月，第四次登上中央电视台春节联欢晚会舞台，表演了钢琴协奏曲《黄河颂》，4月，作为青年代表受邀出席《2018博鳌亚洲论坛》并在“博鳌之夜”主题晚宴表演。自6月起，展开“云指肖邦”世界巡演，担任指挥与钢琴演奏双重角色，演奏肖邦两首钢琴协奏曲。

### 與华纳唱片簽約
2019年6月，展开了名为“李云迪·奏鸣曲”的巡演，曲目为舒伯特《A大调钢琴奏鸣曲奏鸣曲》（D 664）、肖邦《第三号钢琴奏鸣曲》和拉赫玛尼诺夫《第二号钢琴奏鸣曲》，并在7个月内完成70场个人独奏演出。10月10日，获得波兰至高“荣耀艺术”文化勋章金质奖章，成为第一位获此殊荣的中国钢琴家。12月，签约华纳唱片，上线新专辑《肖邦钢琴协奏曲全集》数字版，实体版2020年1月海外发行，5月国内发行。
2020年1月，《李云迪：钢琴名曲赏析课》上线喜马拉雅。
2021年2月，第五次参加中央广播电视总台春节联欢晚会，演奏钢琴曲《我爱你中国》；3月，上线《仰大公学李云迪钢琴大师课》。

### 2023至今：李云迪莫扎特奏鸣曲巡演
2023年8月，李云迪宣布巡演“2023澳大利亞歸來巡演：李云迪演奏莫扎特奏鳴曲項目一”。据Pizzicato杂志，他的歸來巡演被澳大利亚评论家認為是出色和成功的。
2024年3月至5月期間，李雲迪進行了「李云迪莫扎特奏鸣曲欧洲巡演」，造訪與莫札特歷史上息息相關的城市，其中包括維也納、巴黎、慕尼黑、法蘭克福、科隆和柏林。 為了配合巡演，他也將發行他的最新專輯《莫扎特奏鸣曲计划-萨尔茨堡》。同年九月到十月，李雲迪進行了亞洲巡演，包括日本和新加坡。
2025年1月，李雲迪繼續他的日本巡演，在東京舉行四場音樂會。同月，他也開啟美國和加拿大巡演，在溫哥華、多倫多、紐約和三藩市進行演出，而原定在洛杉磯舉行的音樂會由於野火的影響被推遲。時隔9年，他在美國卡內基音樂廳的獨奏音樂會座無虛席。對此，他表示，演出當天紐約下起了大雪，但仍有許多樂迷搭火車和飛機前來觀看他的演出，這讓他感受到了無比的溫暖。
同年2月8日，李雲迪在台北國家音樂廳舉行獨奏音樂會。這是他第四次抵達台灣，為此，他特別準備了安可曲，獻給台北的樂迷朋友。6月24日，李雲迪將在馬來西亞國油管弦樂廳舉辦莫札特世界巡演系列獨奏音樂會，距他上一次來馬演出已時隔13年。

## 主要成就

### 比賽獎項
- 1994年：北京华普杯全国少儿钢琴大赛第一名[76]
- 1995年：美国斯特拉文斯基青少年国际钢琴比赛第三名
- 1996年：第十届香港-亚洲钢琴公开赛公开组第三名
- 1997年：第一届（香港）中国作品钢琴比赛最高组《黄河协奏曲》组第一名
- 1998年：第七届美国南密苏里青少年国际钢琴比赛少年组第三名
- 1999年：第五届李斯特国际钢琴比赛（英语：International Franz Liszt Piano Competition）第三名、公众奖
- 1999年：美国吉娜·巴考尔青少年艺术家钢琴比赛（英语：Gina Bachauer International Piano Competition）第一名[77]
- 1999年：第二届中国国际钢琴比赛第三名
- 2000年：第十四届肖邦国际钢琴比赛第一名、最佳波兰舞曲演奏奖[76]

### 獎項與榮譽
- 2003年：《李斯特钢琴精选集》荣获2003年回声音乐古典奖最佳独奏唱片奖 [6][78]
- 2003年：《李斯特钢琴精选集》入选《纽约时报》“年度最佳古典音乐唱片”[79]
- 2005年：美国XM卫星广播电台最佳古典音乐新人奖[80]
- 2008年：《乐动柏林》入选《纽约时报》“年度最佳古典音乐唱片”
- 2010年：波兰“荣耀艺术”文化勳章銀質獎章[16]
- 2013年：《贝多芬：悲怆·月光·热情》入选英国Classic FM年度唱片
- 2015年: 邀擔任蕭邦國際鋼琴比賽評委，成為此賽事史上最年輕的評委[81]
- 2019年：波兰“荣耀艺术”文化勳章金質獎章[17][82]
- 2022年：擔任維也納國際青少年藝術節榮譽組委會成員[83][84]

## 影響

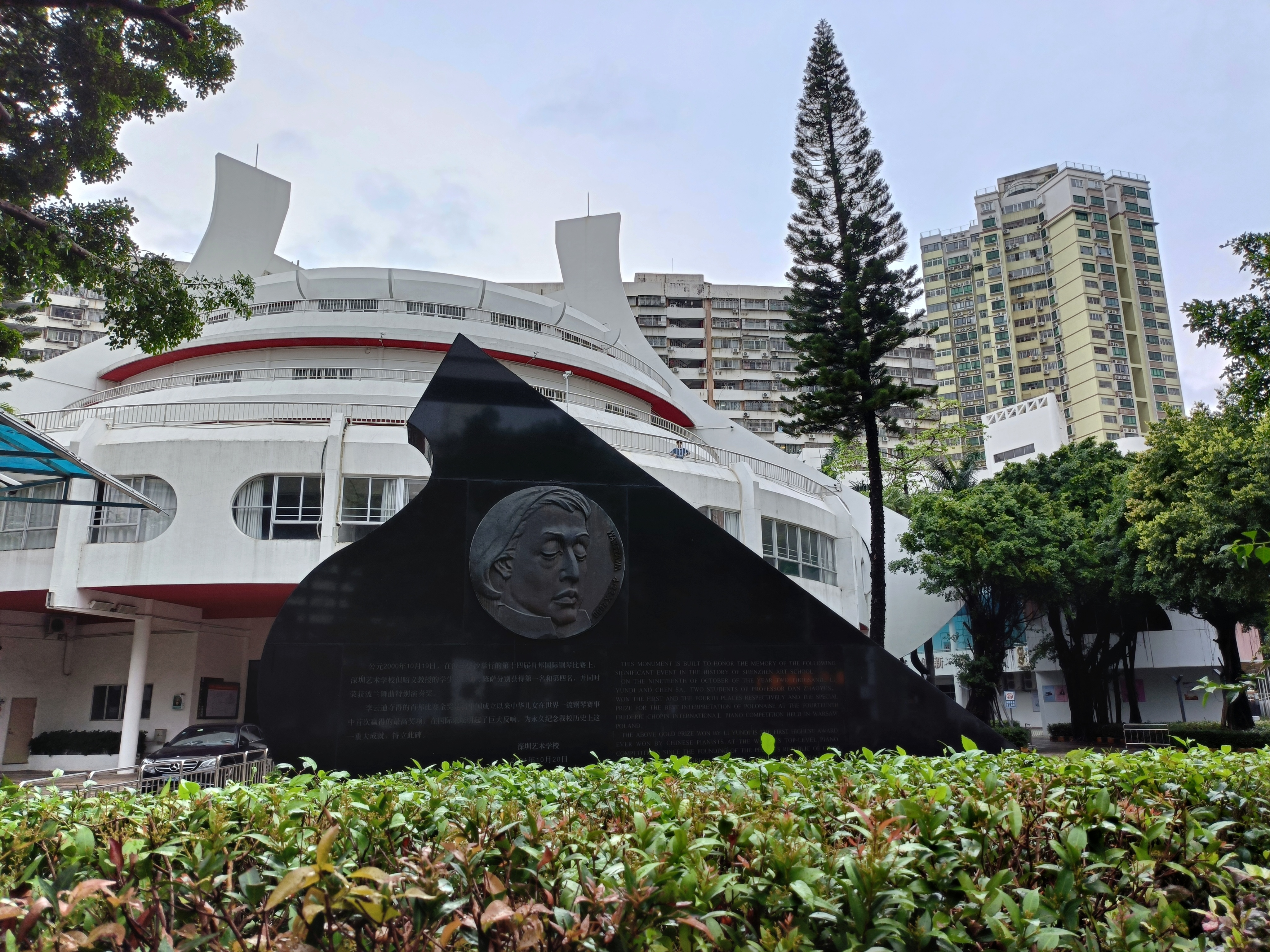
在深圳藝術學校的李雲迪紀念碑，慶祝他在蕭邦國際鋼琴比賽中獲得金獎。

李雲迪是中國鋼琴藝術發展及鋼琴家個性多維發展的一個顯著例子。
李雲迪是中國鋼琴藝術發展及鋼琴家個性多維發展的一個顯著例子。
此外，李雲迪推動了中國古典音樂的發展。自2008年以來，李雲迪代言勞力士，前提是他們資助中國農村的音樂教育。李雲迪是他祖國數百萬年輕音樂家的榜樣，並激勵許多人學習鋼琴。他還在皇家音樂學院、劍橋大學和清華大學舉辦了大師班。
李雲迪在全球推廣中國傳統音樂。他不僅錄製了中國傳統民歌，還首演了全新的中國樂曲，旨在推廣中國鍵盤音樂。

## 專輯
- 《蕭邦精选集》（Chopin），DG，2001-12-05[92]
- 《李斯特鋼琴精選集》（Liszt），DG，2002-12-16[93]
- 《安可精選集》（Encores），DG，2002-12-31
- 《首張自傳式精選大碟》（Portrait），DG，2003-10-29
- 《巴登独奏会》（Chopin / liszt - Live in concert），DG，2004-05-31，另有DVD
- 《蕭邦詼諧曲和即興曲集》（Chopin Scherzi&Impromptus），DG，2004-12-17[94]
- 《維也納獨奏會／樂聚維也納》（Vienna Recital），DG，2005-06-01[95]
- 《蕭邦/李斯特第一鋼琴協奏曲》（Chopin Liszt Piano Concertos No.1 ），DG，2007-02-01[96]
- 《普羅高菲夫·拉威爾鋼琴協奏曲／樂動柏林》（Sergei Prokofiev Piano Concertos No.2 & Ravel Piano Concertos In G Major），DG，2007-05-26[97]
- 《蕭邦夜曲全集》（Chopin: Nocturnes），EMI，2010-03-10[98]
- 《中國國家大劇院現場獨奏》（Live in Beijing），EMI，2010-10-19，另有DVD[99]
- 《紅色鋼琴》（Red Piano），EMI，2011-09-20[100]
- 《貝多芬：悲怆、月光、熱情》（Beethoven: Pathétique, Moonlight & Appassionata），DG，2012-09-03[101]
- 《经典·云迪》（The Art of YUNDI），DG，2013-04-16[102]
- 《王者幻想》（Emperor Fantasy），DG，2014-03-10[103]
- 《肖邦前奏曲》（Chopin Preludes），DG，2015-09-11[104]
- 《肖邦叙事曲》（Chopin: Chopin Ballades Berceuse Mazurkas），DG，2016-02-26[105]
- 《肖邦钢琴协奏曲全集》（Chopin: Piano Concertos Nos. 1 & 2），Warner，2019-12-18[106]
- 《莫扎特奏鳴曲計劃-薩爾茨堡》（Mozart: The Sonata Project - Salzburg），Warner，2024-04-05 [63]

## 传记作品
- 《新浪漫主义》[107]：李云迪自传式纪录片，由加拿大导演Barbara Willis Sweete执导，投资200万美元，耗时三年制作，于2008年正式公映，并面向全球推出DVD。
- 《中国钢琴神话李云迪》[108]：李云迪传记，作者李音、易运文。于2007年底出版，书中纪录了部分过去从未披露的图片。

## 出演作品

### 電影
- 2004：動畫《麥兜菠蘿油王子》聲演大表伯
- 2008：《新浪漫主義：李雲迪傳》
- 2014：動畫《麥兜我和我媽媽》聲演大表伯

### 紀錄片
- 2004：香港電台《華人青年音樂家系列》

## 個人生活
李雲迪有一隻名叫木斯尼的貓。他的興趣是在聽威爾第的音樂時配上一杯好的紅酒，以及在聽爵士樂時喝茶。他的榜樣是蕭邦。

### 美食家
李雲迪喜歡來自全球的美食，因為他相信不同地方的音樂風格可以透過食物體現出來。他特別喜歡吃螃蟹。他也擅長烹飪，尤其是川菜中的回鍋肉。

### 涉嫌嫖娼
2021年10月21日晚，李云迪因涉嫌嫖娼在北京被拘留。22日早，中国音乐家协会宣布决定取消李云迪的会员资格。其新浪微博认证中的“重庆政协常委、全国青联常委、香港青联副主席”移除，2024年時的認證為「國際鋼琴家」。
李云迪的老师但昭义教授接受记者电话访问时说：“我很生气！李云迪让我感到很痛心！李云迪作为公众人物，应该从各方面严格要求，不能犯这样的大错！”但昭义最后表示：“李云迪是我的学生，他犯了大错，他自己应负法律责任，还应该吸取人生的教训。但是，李云迪还年轻，他才30多岁。希望他出来后，给他有改错走正路的机会。”美國著名中國法律研究者孔傑榮則認為「嫖娼是共產黨針對政治對手的一種歷史悠久的說法」，並表示「該案件缺乏透明度，令人不安」。
2022年3月16日，美國司法部發布了一份文件，不點名指李雲迪的負面事件屬於捏造。
2022年12月6日，李云迪因涉嫌嫖娼消失一年后，在微博上传一段时长为两分钟的视频，并演奏舒伯特《小夜曲》，配文“永垂不朽”以悼念江泽民。